# آب‌انبار دوقلوی خان
آب‌انبار دوقلوی خان مربوط به دوره قاجار است و در نائین، محله نوآباد، کنار قلعه نارنج قلعه واقع شده و این اثر در تاریخ ۲۴ اسفند ۱۳۸۳ با شمارهٔ ثبت ۱۱۵۶۴ به‌عنوان یکی از آثار ملی ایران به ثبت رسیده است.